# Веронский мрамор
Веронский мрамор (итал. Marmo rosso di Verona) — разновидность зернистого коричневато-красного известняка, с античных времён использовался как отделочный материал в архитектуре. Представляет собой плотный тип известняка-бимиокрита с низкой пористостью, название констатирует только внешнее сходство с мрамором.

## Характеристики

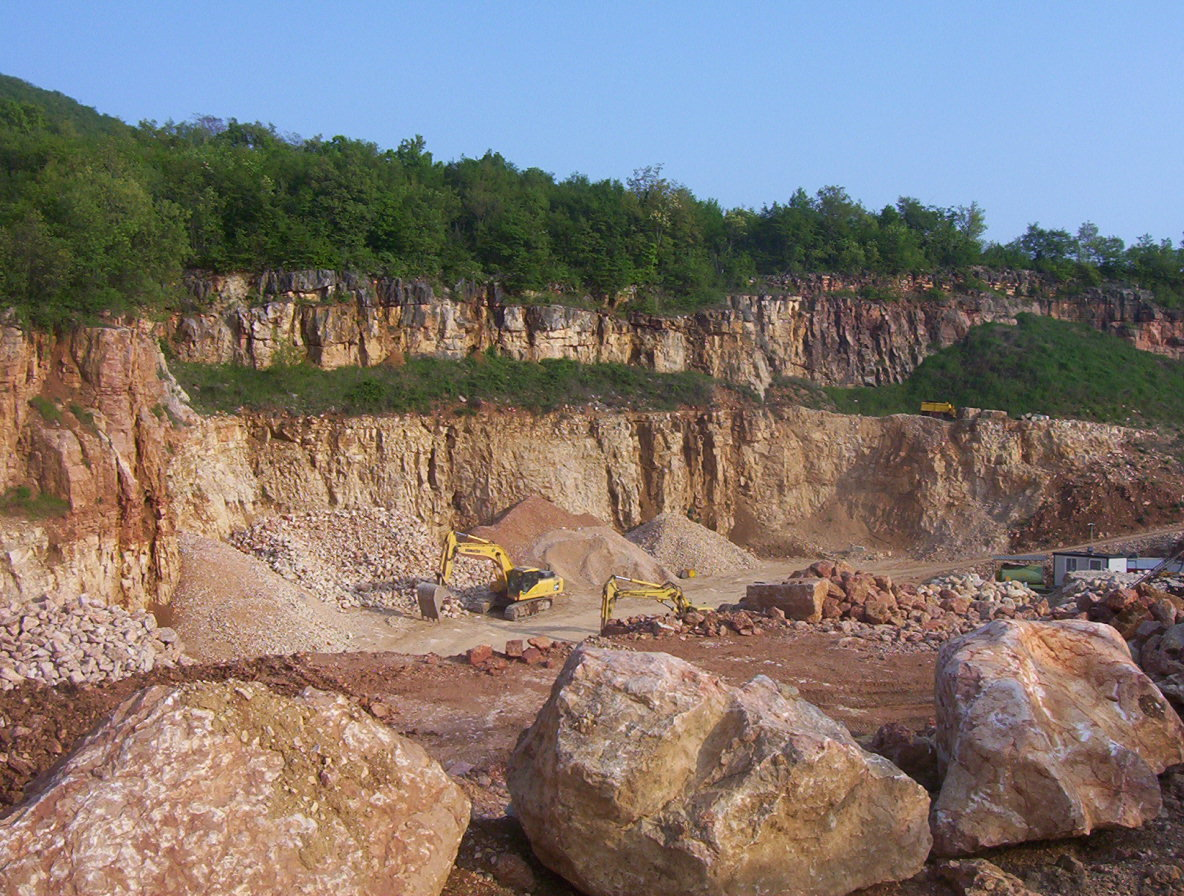
Каменоломня Веронского мрамора в Сант-Амброджо-ди-Вальполичелла

Веронский мрамор является осадочной горной породой Батского яруса Юрского периода, состоящей из карбоната кальция из панцирей и раковин морских животных, осаждённых на протяжении миллионов лет.
Минерал состоит из спрессованных осаждённых остатков раковин аммонитов, двустворчатых моллюсков и планктонных фораминиферов и радиолярий. 
Камень добывают на каменоломнях аммонитового известняка, выступающего в горах Лессинии — горной области на севере Вероны, между городом Верона и Доломитовыми Альпами Виченцы.

## Использование камня
Среди множества сооружений, построенных с использованием этого камня, наиболее известны Пармский баптистерий, колонны крыльца базилики Сан-Дзено Маджоре в Вероне, стилофорные львы «Дверей красных львов» базилики Санта-Мария-Маджоре в Бергамо, гробница Берардо Маджи в Старом соборе Брешии и в Церкви Пресвятого Имени Марии в поселении Креспи-д’Адда.
Этот материал широко использовался в отделке зданий Венеции. Из веронского мрамора выполнен колодец во дворе палаццо Ка-д’Оро, а также девятая и десятая колонны лоджии Фоскари в Дворце Дожей, эти колонны специально выделены среди других колонн, выполненных из истрийского камня.

## Галерея изображений

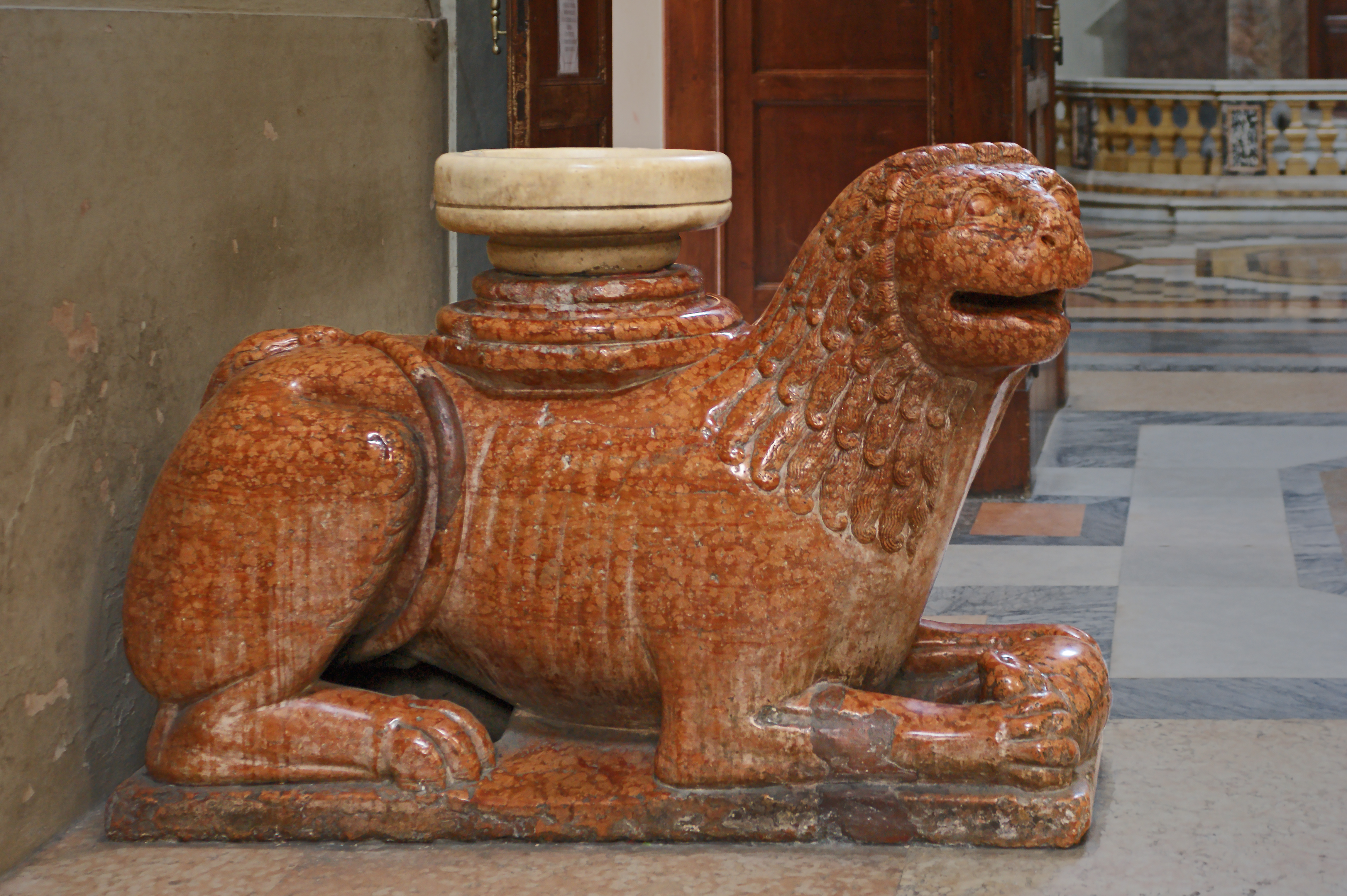
Стилофорный лев[прим. 2] из веронского мрамора в болонском соборе Сан-Пьетро
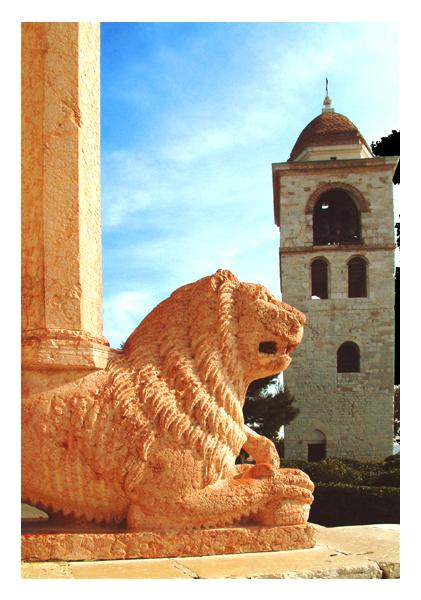
Стилофорный лев из веронского мрамора в соборе Сан-Чириако (Анкона)
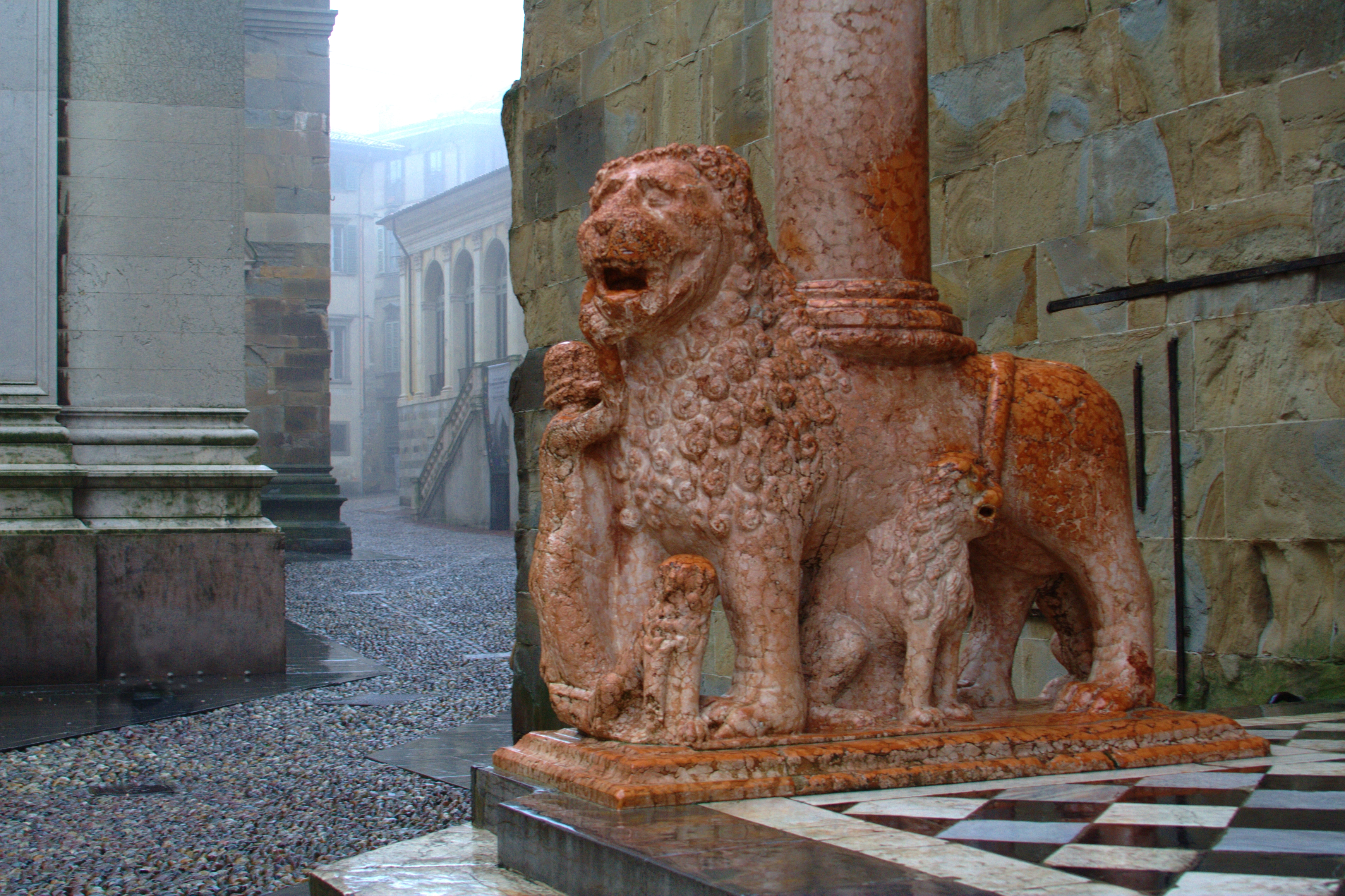
Стилофорный лев в базилике Санта-Мария-Маджоре (Бергамо)
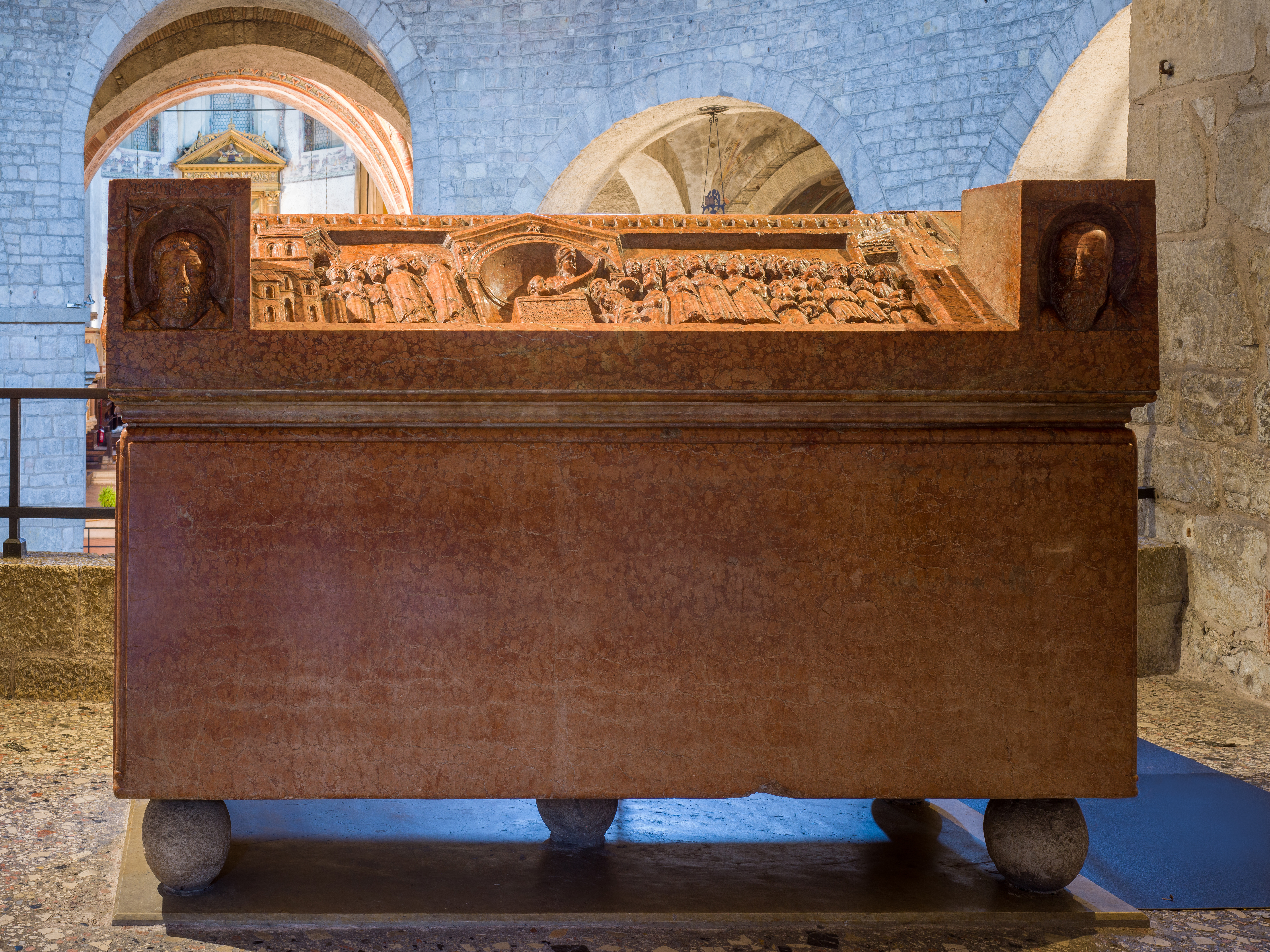
Мраморный саркофаг Берардо Маджи, хранящийся в старом соборе (Брешия)
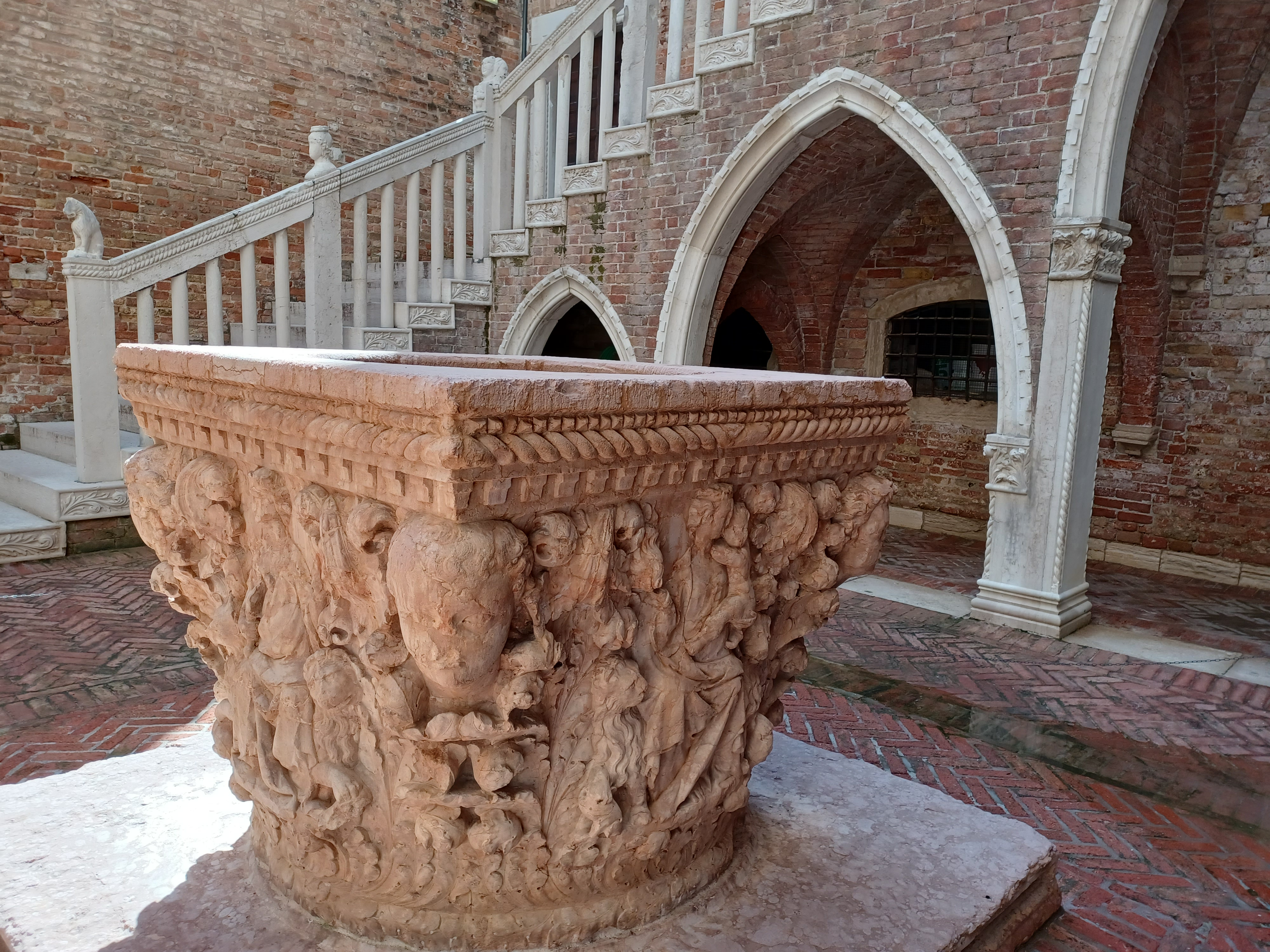
Колодец во дворе палаццо Ка-д’Оро (Венеция)
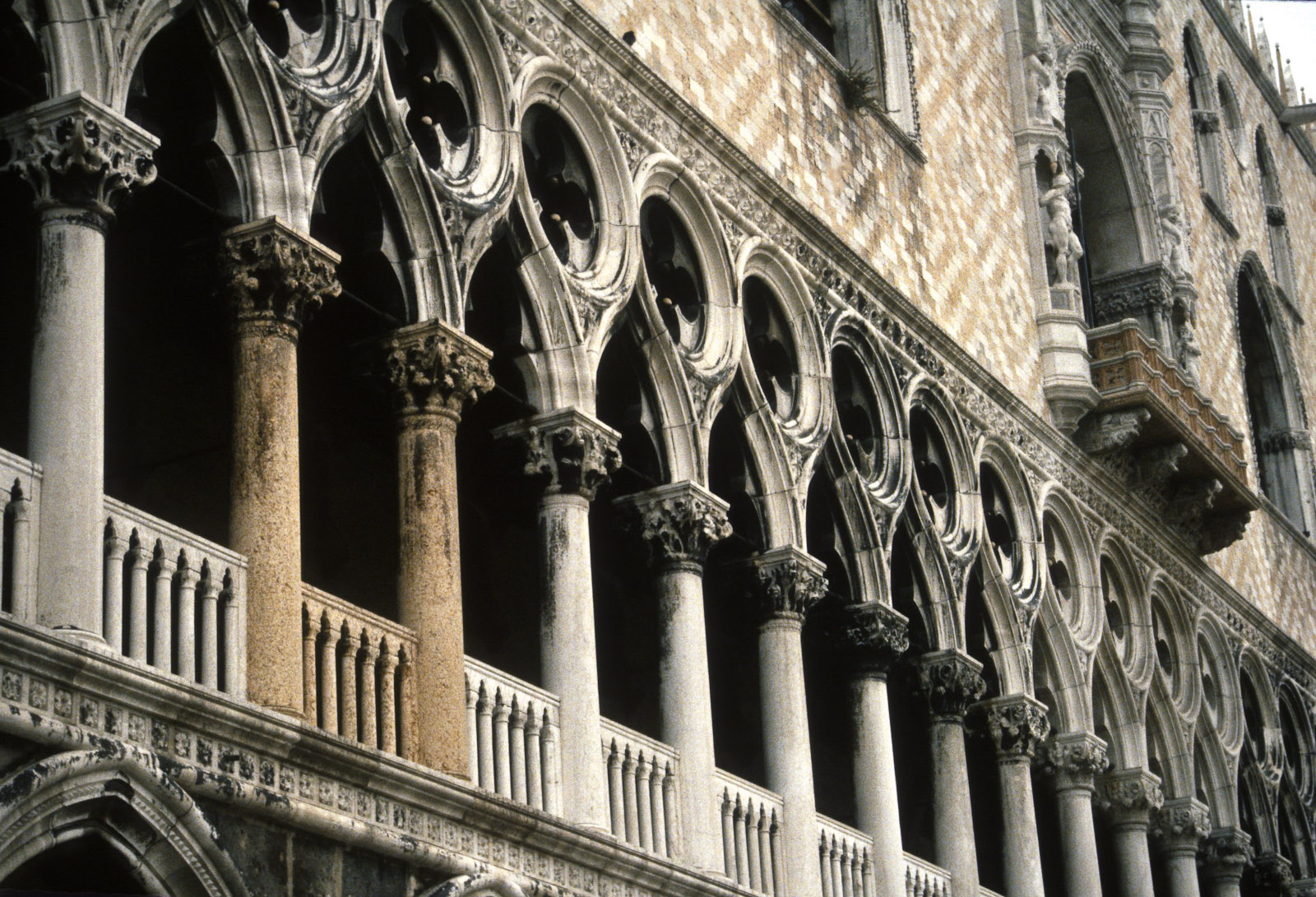
Две колонны из веронского мрамора, лоджия Фоскари, Дворец Дожей (Венеция)

## Комментарии
1. ↑  Микрокристаллическая биогенная порода
2. ↑  Термин «Стилофор» происходит из греческого языка и означает опору столба. На спине льва расположена круглая площадка, предназначенная для опоры базы колонны.